# Championnat du Nicaragua de football 1934
Navigation
Saison précédente Saison suivante
La Primera División 1934 est la deuxième édition de la première division nicaraguayenne.
Lors de ce tournoi, l'Alas Managua a tenté de conserver son titre de champion du Nicaragua face aux meilleurs clubs nicaraguayens.

## Bilan du tournoi
| Tableau d'Honneur |               |
| Compétition       | Vainqueur     |
| Primera División  | Club Atlético |

| Promotions et relégations   |         |
| Relégué en Segunda División | Inconnu |
| Promu de Segunda División   | Inconnu |